# سئول یونگ-وو
سئول یونگ-وو (زاده ۵ دسامبر ۱۹۹۸) یک بازیکن فوتبال اهل کره جنوبی است که در پست مدافع برای باشگاه فوتبال ستاره سرخ بلگراد بازی می‌کند.

## منبع
1. ↑  손흥민-지소연, 2021년 빛낸 KFA 올해의 선수 선정 (به کره‌ای). KFA. 28 December 2021. Retrieved 31 December 2021.